# Чока-Бока (Јаши)
Чока-Бока (рум. Cioca-Boca) насеље је у Румунији у округу Јаши у општини Скеја. Oпштина се налази на надморској висини од 153 m.

## Становништво
Према подацима из 2002. године у насељу је живело 520 становника, од којих су сви румунске националности.